# In My Skin
In My Skin é uma série de televisão britânica de comédia dramática escrita por Kayleigh Llewellyn que estreou na BBC Three em 14 de outubro de 2018. É estrelada por Gabrielle Creevy, James Wilbraham, Poppy Lee Friar, Jo Hartley, Aled ap Steffan, Di Botcher, Georgia Furlong e Rhodri Meilir. Em março de 2021, a série foi renovada para uma segunda e última temporada, que estreou em 7 de novembro de 2021. In My Skin recebeu elogios da crítica, além de vários prêmios, incluindo um BAFTA de melhor série dramática.

## Enredo
Bethan Gwyndaf (Gabrielle Creevy), de 16 anos, lida com as ansiedades e inseguranças cômicas, mas dolorosamente reais, da vida adolescente.

## Elenco e personagens

### Principal
- Gabrielle Creevy como Bethan
- James Wilbraham como Travis
- Poppy Lee Friar como Lydia
- Jo Hartley como Katrina
- Aled ap Steffan como Stan Priest
- Di Botcher como Nana Margie
- Rhodri Meilir como Dilwyn

### Recorrente
- Zadeiah Campbell-Davies como Poppy
- Alexandria Riley como Sra. Morgan
- Suzanne Packer como Enfermeira Digby
- Laura Checkley como Sr. Blocker
- Richard Corgan como Tony Chipper
- Georgia Furlong como Lorraine
- Jac Yarrow como Jamie
- Dave Wong como Alfred
- Lu Corfield como Diretor
- Ellen Robertson como Jodie
- Rebekah Murrell como Cam
- Steffan Rhodri como Perry
- Olivia Southgate como Ffion

## Episódios
| Temporada | Temporada | Episódios | Episódios | Originalmente exibido | Originalmente exibido |
| Temporada | Temporada | Episódios | Episódios | Estreia da temporada  | Final da temporada    |
| --------- | --------- | --------- | --------- | --------------------- | --------------------- |
|           | 1         | 5         | 5         | 18 de outubro de 2018 | 29 de março de 2020   |
|           | 2         | 5         | 5         | 7 de novembro de 2021 | 7 de novembro de 2021 |

## Recepção
Para a primeira temporada da série, o Rotten Tomatoes relatou um índice de aprovação de 100% com uma nota média de 7,2/10, com base em 14 críticas. O Metacritic, que usa uma média ponderada, atribuiu uma pontuação de 78 em 100 com base em 8 avaliações, indicando "críticas geralmente favoráveis".